# 타이시향

타이시 향의 위치

타이시향(한국어: 대서향, 중국어: 臺西鄉, 병음: Táixī Xiāng)은 중화민국 윈린 현의 향이다. 넓이는 66.472km2이고, 인구는 2015년 8월 기준으로 24,685명이다.

## 지리
줘수이시(濁水溪) 충적평원의 서부에 위치한다. 북쪽으로 마이랴오 향, 남쪽으로 쓰후 향, 동쪽으로 둥스 향과 접하고 서쪽은 타이완 해협에 면한다.